# Luis Villar Borda
Luis Villar Borda (Nueva York 1929-23 de julio de 2008) fue un profesor, político, diplomático y abogado colombiano.

## Vida personal
Nació en Nueva York, hijo de padres colombianos que regresaron a Colombia durante la Gran Depresión. En Colombia estudio Derecho en la Universidad Nacional de Colombia, donde recibiría el título de doctor en derecho y ciencias políticas, realizó también estudios de posgrado en las Universidades de Leipzig (1956-1957) y Humboldt de Berlín (1957-1959). Estaba en Bogotá cuando ocurrió el asesinato de Jorge Gaitán en 1948, y presenció el Bogotazo. Cuándo Rojas Pinilla tomó el poder al volverse presidente se exilió en Alemania Oriental. Cuando volvió fue miembro miembro fundador del Movimiento Revolucionario Liberal (MRL) al lado de Gabriel García Márquez, Alfonso López Michelsen, y otros.
Durante este tiempo, fue elegido congresista de la República de Colombia. Bajo el mando de Carlos Lleras Restrepo, trabajó en el Comité de Reforma Constitucional. 
De 1970 a 1973, fue el embajador de Colombia en Suecia, antes de regresar a Colombia para ser congresista otra vez y ocupar el cargo de jefe de la Cámara de Representantes de Colombia.
Posteriormente, fue nombrado miembro de la delegación colombiana ante las Naciones Unidas; para lo cual tuvo que renunciar a su ciudadanía estadounidense. De 1983 a 1988, fue el embajador colombiano en la China, y de 1988 a 1991 fue el último embajador colombiano en Berlín Este. Más tarde escribió un memoir llamado El Último Embajador. Fue también el tío del actor y comediante Mo Rocca, primo hermano del psicoanalista Álvaro Villar Gaviria, y hermano del periodista Carlos Villar Borda y del embajador ante la OEA y escritor Leopoldo Villar Borda. También es familiar del economista Leonardo Villar Gómez, quien es hijo de su primo Roberto Villar Gaviria, y del historiador Orlando Fals Borda, quien es primo segundo. Murió el 23 de julio de 2008.

## Trayectoria catedrática
Su trayectoria como catedrático la desempeñó en diversas universidades de Colombia como las Universidad Libre (Colombia), Universidad del Cauca, Universidad de Medellín, Universidad Piloto de Colombia y especialmente en la Universidad Externado de Colombia donde fue director del Departamento de Gobierno Municipal y regentó las cátedras de introducción a la ciencia del derecho, derecho municipal comparado y filosofía del derecho; también fue profesor de los programas de especialización, maestría y doctorado de esta universidad en las áreas de teoría jurídica y filosofía del derecho. Como profesor invitado, su actividad lo llevaría a las más prestigiosas universidades de Europa y Asia, como las Universidades de Bielefeld, Universidad de Humboldt y el Instituto Iberoamericano de Berlín (Alemania), de Beijing (R. P. China), Internacional de Andalucía y Carlos III de Madrid (España), entre otras. Se fue rodeado del respeto, la gratitud, el cariño, la admiración de propios y extraños, dones que nunca buscó y que, merced a su honestidad mental y vital, obtuvo en abundancia.